# El timbal del Bruc
Lo Timbal del Bruch (El timbal del Bruc, en català normatiu) és un drama en quatre actes i en vers, original de Frederic Soler, estrenat la nit del 7 de novembre de 1882, al Teatre Romea de Barcelona.
L'acció passa en un poble dels encontorns del Bruc, l'any 1808.

## Repartiment de l'estrena
- Angeleta: Carme Parreño
- Margarida: Caterina Mirambell
- Antonet: Caterina Fontova
- Josep Maria: Iscle Soler
- Onofre: Lleó Fontova
- Segimon: Hermenegild Goula
- Lluís: Joan Isern
- Mossèn Jaume: Jaume Virgili
- Sisó: Frederic Fuentes
- El jutge del rei: Ramon Valls
- Roc: Pere Cufí
- Nunci: Fèlix Baró
- Batlle, regidors, poble, somatents, mossos.